# Président de l'État plurinational de Bolivie
Le président de l'État plurinational de Bolivie (en espagnol : Presidente del Estado Plurinacional de Bolivia) est le chef de l'État et de gouvernement de la Bolivie. Avant 2010, il portait le titre de président de la république de Bolivie. 
Le titulaire actuel est Luis Arce, depuis le 8 novembre 2020.

## Système électoral
Le président bolivien est élu en même temps que le vice-président pour un mandat de cinq ans par le biais d'une version modifiée du scrutin uninominal majoritaire à deux tours. Est élu le candidat qui remporte la majorité absolue des suffrages exprimés lors du premier tour, ou plus de 40 % des voix avec au moins 10 % d'avance sur celui arrivé en deuxième position. A défaut, un second tour est organisé dans les soixante jours entre les deux candidats arrivés en tête. Est alors élu celui qui reçoit le plus grand nombre de suffrages,.

### Systèmes passés
De 1967 à 1994, le président de la République est élu pour un mandat de quatre ans renouvelable une fois, mais de manière non consécutive. Jusqu'en 2009, un vote des deux chambres du parlement réunies en congrès départageait les deux candidats arrivés en tête. Le candidat arrivé troisième prenait part à ce vote jusqu'en 1995.
À partir de 2009, le mandat est de cinq ans et un second mandat peut être consécutif au premier. En effet, en vertu de la Constitution de 2009, le mandat du président n'était auparavant renouvelable qu'une seule fois, toutefois, une décision de la Cour constitutionnelle fin 2017 a cependant mis fin à cette clause, et le président peut depuis se représenter de manière illimitée.

## Liste
Ci-dessous, la liste des présidents ordonnés par mandat.
| N°   | Nom                                             | Début du mandat   | Fin du mandat     |
| ---- | ----------------------------------------------- | ----------------- | ----------------- |
| 1    | Simón Bolívar, le Libertador                    | 12 août 1825      | 1er janvier 1826  |
| 2    | Antonio José de Sucre                           | 1er janvier 1826  | 18 avril 1828     |
| 3    | José María Pérez de Urdininea                   | 18 avril 1828     | 2 août 1828       |
| 4    | José Miguel de Velasco (1)                      | 2 août 1828       | 18 décembre 1828  |
| 5    | Pedro Blanco Soto                               | 26 décembre 1828  | 1er janvier 1829  |
| (4)  | José Miguel de Velasco (2)                      | 1er janvier 1829  | 24 mai 1829       |
| 6    | Andrés de Santa Cruz                            | 24 mai 1829       | 17 février 1839   |
| (4)  | José Miguel de Velasco (3)                      | 22 février 1839   | 10 juin 1841      |
| 7    | Sebastián Ágreda                                | 10 juin 1841      | 9 juillet 1841    |
| 8    | Mariano Enrique Calvo                           | 9 juillet 1841    | 22 septembre 1841 |
| 9    | José Ballivián                                  | 27 septembre 1841 | 23 décembre 1847  |
| 10   | Eusebio Guilarte Vera                           | 23 décembre 1847  | 2 janvier 1848    |
| (4)  | José Miguel de Velasco (4)                      | 18 janvier 1848   | 6 décembre 1848   |
| 11   | Manuel Isidoro Belzu                            | 6 décembre 1848   | 15 août 1855      |
| 12   | Jorge Córdova                                   | 15 août 1855      | 9 septembre 1857  |
| 13   | José María Linares Lizarazu                     | 9 septembre 1857  | 14 janvier 1861   |
| 14   | José María Achá Valiente                        | 4 mai 1861        | 28 décembre 1864  |
| 15   | Mariano Melgarejo                               | 28 décembre 1864  | 15 janvier 1871   |
| 16   | Agustín Morales Hernández                       | 15 janvier 1871   | 27 novembre 1872  |
| 17   | Tomás Frías Ametller (1)                        | 28 novembre 1872  | 9 mai 1873        |
| 18   | Adolfo Ballivián Coll                           | 9 mai 1873        | 31 janvier 1874   |
| (17) | Tomás Frías Ametller (2)                        | 31 janvier 1874   | 4 mai 1876        |
| 19   | Hilarión Daza                                   | 4 mai 1876        | 14 avril 1879     |
| 20   | Pedro José Domingo de Guerra                    | 14 avril 1879     | 10 septembre 1879 |
| 21   | Narciso Campero Leyes                           | 19 janvier 1880   | 4 septembre 1884  |
| 22   | Gregorio Pacheco                                | 4 septembre 1884  | 15 août 1888      |
| 23   | Aniceto Arce Ruiz                               | 15 août 1888      | 11 août 1892      |
| 24   | Mariano Baptista Caserta                        | 11 août 1892      | 19 août 1896      |
| 25   | Severo Fernández Alonso Caballero               | 19 août 1896      | 12 avril 1899     |
| 26   | José Manuel Pando                               | 25 octobre 1899   | 14 août 1904      |
| 27   | Ismael Montes Gamboa (1)                        | 14 août 1904      | 12 août 1909      |
| 28   | Eliodoro Villazón Montaño                       | 12 août 1909      | 14 août 1913      |
| (27) | Ismael Montes Gamboa (2)                        | 14 août 1913      | 15 août 1917      |
| 29   | José Gutiérrez Guerra                           | 15 août 1917      | 12 juillet 1920   |
| 30   | Bautista Saavedra Mallea                        | 28 janvier 1921   | 3 septembre 1925  |
| 31   | Felipe Segundo Guzmán                           | 3 septembre 1925  | 10 janvier 1926   |
| 32   | Hernando Siles Reyes                            | 10 janvier 1926   | 28 mai 1930       |
| 33   | Carlos Blanco Galindo                           | 28 juin 1930      | 5 mars 1931       |
| 34   | Daniel Salamanca Urey                           | 5 mars 1931       | 1er décembre 1934 |
| 35   | José Luis Tejada Sorzano                        | 1er décembre 1934 | 16 mai 1936       |
| 36   | David Toro Ruilova                              | 22 mai 1936       | 13 juillet 1937   |
| 37   | Germán Busch                                    | 13 juillet 1937   | 23 août 1939      |
| 38   | Carlos Quintanilla Quiroga                      | 23 août 1939      | 15 avril 1940     |
| 39   | Enrique Peñaranda                               | 15 avril 1940     | 20 décembre 1943  |
| 40   | Gualberto Villarroel López                      | 20 décembre 1943  | 21 juillet 1946   |
| 41   | Néstor Guillén Olmos                            | 21 juillet 1946   | 17 août 1946      |
| 42   | Tomás Monje Gutiérrez                           | 17 août 1946      | 10 mars 1947      |
| 43   | Enrique Hertzog Garaizabal                      | 10 mars 1947      | 22 octobre 1949   |
| 44   | Mamerto Urriolagoitia Harriague                 | 24 octobre 1949   | 16 mai 1951       |
| 45   | Hugo Ballivián Rojas                            | 16 mai 1951       | 11 avril 1952     |
| 46   | Hernán Siles Zuazo (1)                          | 11 avril 1952     | 15 avril 1952     |
| 47   | Víctor Paz Estenssoro (1)                       | 15 avril 1952     | 6 août 1956       |
| (46) | Hernán Siles Zuazo (2)                          | 6 août 1956       | 6 août 1960       |
| (47) | Víctor Paz Estenssoro (2)                       | 6 août 1960       | 5 novembre 1964   |
| 48   | René Barrientos Ortuño (1)                      | 5 novembre 1964   | 26 mai 1965       |
| -    | Alfredo Ovando Candia et René Barrientos Ortuño | 26 mai 1965       | 2 janvier 1966    |
| 49   | Alfredo Ovando Candia (1)                       | 2 janvier 1966    | 6 août 1966       |
| (48) | René Barrientos Ortuño (2)                      | 6 août 1966       | 27 avril 1969     |
| 50   | Luis Adolfo Siles Salinas                       | 27 avril 1969     | 26 septembre 1969 |
| (49) | Alfredo Ovando Candia (2)                       | 26 septembre 1969 | 6 octobre 1970    |
| 51   | Juan José Torres Gonzáles                       | 7 octobre 1970    | 21 août 1971      |
| 52   | Hugo Banzer Suárez (1)                          | 22 août 1971      | 21 juillet 1978   |
| 53   | Juan Pereda Asbún                               | 21 juillet 1978   | 24 novembre 1978  |
| 54   | David Padilla Arancibia                         | 24 novembre 1978  | 8 août 1979       |
| 55   | Wálter Guevara Arze                             | 8 août 1979       | 1er novembre 1979 |
| 56   | Alberto Natusch Busch                           | 1er novembre 1979 | 16 novembre 1979  |
| 57   | Lidia Gueiler Tejada                            | 16 novembre 1979  | 17 juillet 1980   |
| 58   | Luis García Meza Tejada                         | 17 juillet 1980   | 4 août 1981       |
| 59   | Celso Torrelio Villa                            | 4 septembre 1981  | 21 juillet 1982   |
| 60   | Guido Vildoso Calderón                          | 21 juillet 1982   | 10 octobre 1982   |
| (46) | Hernán Siles Zuazo (3)                          | 10 octobre 1982   | 6 août 1985       |
| (47) | Víctor Paz Estenssoro (3)                       | 6 août 1985       | 6 août 1989       |
| 61   | Jaime Paz Zamora                                | 6 août 1989       | 6 août 1993       |
| 62   | Gonzalo Sánchez de Lozada (1)                   | 6 août 1993       | 6 août 1997       |
| (52) | Hugo Banzer Suárez (2)                          | 6 août 1997       | 7 août 2001       |
| 63   | Jorge Quiroga Ramírez                           | 7 août 2001       | 6 août 2002       |
| (62) | Gonzalo Sánchez de Lozada (2)                   | 6 août 2002       | 17 octobre 2003   |
| 64   | Carlos Mesa                                     | 17 octobre 2003   | 6 juin 2005       |
| 65   | Eduardo Rodríguez                               | 9 juin 2005       | 22 janvier 2006   |
| 66   | Evo Morales                                     | 22 janvier 2006   | 10 novembre 2019  |
| 67   | Jeanine Áñez                                    | 12 novembre 2019  | 8 novembre 2020   |
| 68   | Luis Arce                                       | 8 novembre 2020   | en cours          |